# Pfarrkirche Waldhausen im Strudengau

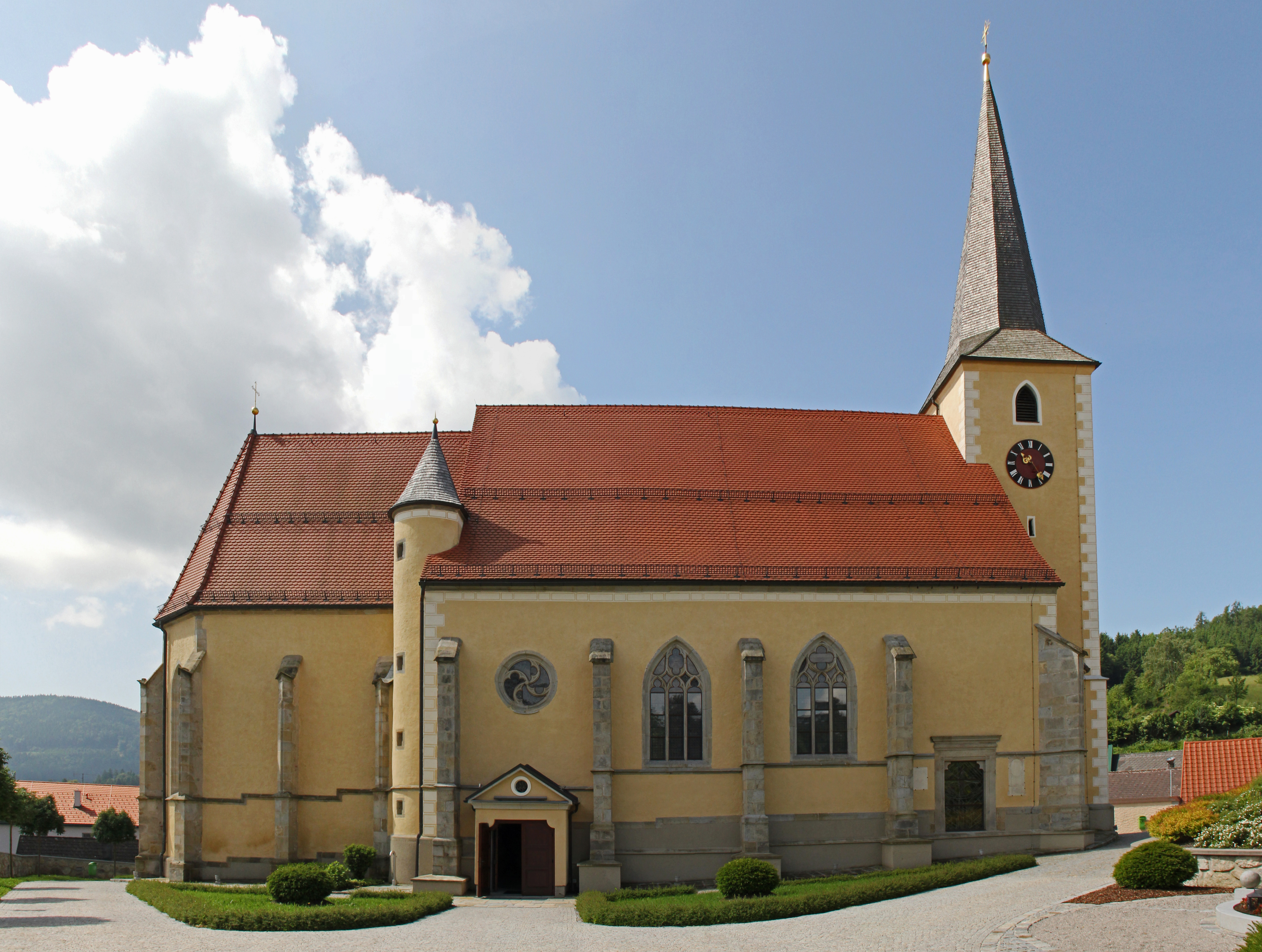
Pfarrkirche Waldhausen

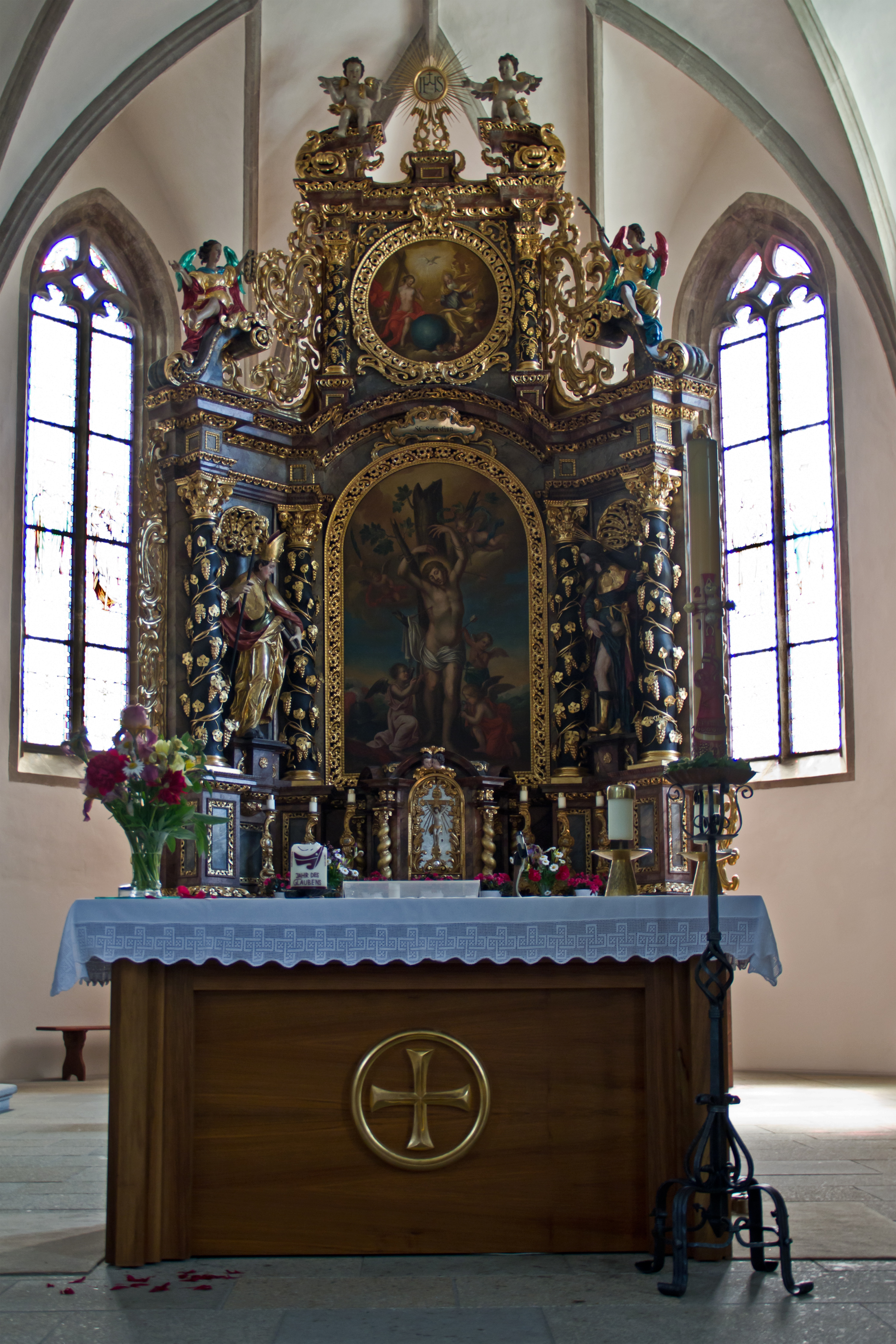
Altar

Die Pfarrkirche Waldhausen im Strudengau steht in der Gemeinde Waldhausen im Strudengau im unteren Mühlviertel in Oberösterreich. Die römisch-katholische Pfarrkirche hl. Johannes der Täufer gehört zum Dekanat Grein in der Diözese Linz. Die Kirche steht unter Denkmalschutz.

## Geschichte
Die Pfarrkirche, auch Marktkirche Waldhausen, wurde unter Hermann Partenreuther, dem Propst von Stift Waldhausen, vom Linzer Baumeister Hiob Eder zwischen 1608 und 1612 im gotischen Stil erbaut.

## Architektur
Durch die zwei Wendeltreppentürme erhält die Kirche ihr wehrhaftes Aussehen. Das Westportal verfügt über profilierte, nachgotische Schulterbögen und darüber waagrechte Renaissance-Verdachungen. An der Südfassade befindet sich ein bemerkenswertes Renaissance-Portal. Das ehemalige Nordportal wurde 1962 als Glasfenster geschlossen.
Die dreischiffige, vierjochige, nachgotische Staffelhalle verfügt über große Fenster im gotischen Stil. Die mit granitenen Rippen ausgestattete Decke wird von achteckigen Pfeilern getragen.
Dem gotischen Westturm aus dem 14. Jahrhundert wurde 1610/12 nördlich ein Wendeltreppentürmchen angebaut. Der zweite Wendeltreppenturm befindet sich im nördlichen Chorwinkel.

## Ausstattung
Im Inneren sind noch gotische Fresken aus der Bauzeit erhalten, ansonsten ist die Ausstattung im Stil der Renaissance und des Barocks gehalten. Bemerkenswert sind außerdem das granitene Sakramentshäuschen sowie die zirbenhölzerne Renaissance-Kanzel mit kunstvollen Einlegearbeiten, beide aus dem Jahr 1612.
Im Jahr 1956 erfolgte eine Renovierung der Kirche, bei der die künstlerisch hochwertige Barockeinrichtung erhalten blieb. Der Hochaltar aus dem Umfeld Thomas Schwanthalers aus 1679 stammt aus der Sebastianskirche in Aurolzmünster. 1962 wurde das Heiliggeistfenster von Rudolf Kolbitsch eingebaut, 1966 die Orgel von Gregor Hradetzky aus Krems. 1970 wurden der neue Volksaltar und Ambo von Jakob Kopp aufgestellt.
Eine Glocke wurde 1721 vom Linzer Glockengießer Silvius Creuz gegossen.